# هنري ماسون
هنري ماسون (بالإنجليزية: Henry Mason)‏ هو شخصية أعمال أمريكي، ولد في 1831، وتوفي في 1890.

## وصلات خارجية
- هنري ماسون على موقع ميوزك برينز (الإنجليزية)